# Serieåret 1985

## Händelser

### November
- 18 november - I USA startar Bill Watterson serien "Calvin and Hobbes" ("Kalle och Hobbe").

### Okänt datum
- Serien "Ensamma mamman" av Cecilia Torudd publiceras för första gången, då den är gästinslag i Dagens Nyheter.
- Serietidningen Gigant i Sverige läggs ner.[1]
- I Sverige slås serietidningarna Indiana Jones och Stjärnornas krig samman till Månadens äventyr.[2]

## Pristagare

### Eagle Awards
Presenterat 1986 för serier publicerade under 1985:
- Hedersroll: Alan Moore[3]
- 91:an-stipendiet: Ulf Jansson
- Adamsonstatyetten: Brant Parker, Jerry Dumas, Sergio Aragonés, Burne Hogarth, Jerry Siegel (inget svenskt pris utdelades)

## Utgivning
- Marvel-Pocket nummer 2-5
- Gen - Pojken från Hiroshima ges ut som den första mangan i Sverige.

### Album
- Lucky Lukes fästmö (Lucky Luke)[4]

## Födda
- 31 januari – Sandro Müntzing, svensk serietecknare.
- Okänt datum – Jan Bielecki, svensk serietecknare.
- Okänt datum – Hanna Petersson, svensk serieskapare.

## Avlidna
- 14 juli - Einar Norelius, 84, svensk illustratör och sagoförfattare; tecknade första serieversionen av Pelle Svanslös och den egna serien Jumbo i djungeln.

### Fotnoter
1. ↑  Swecomics
2. ↑  Swecomics
3. ↑  Moore profile, Who's Who of American Comic Books, 1928–1999. Arkiverad 11 april 2016 hämtat från the Wayback Machine.
4. ↑  ”Lucky Luke på svenska”. Arkiverad från originalet den 11 november 2014. https://web.archive.org/web/20141111004811/http://www.visit.se/~dampgrodan/album_kronolog.html. Läst 12 mars 2011.